# Johnny St. Cyr
Johnny Alexander St. Cyr (* 17. April 1890 in New Orleans; † 17. Juni 1966 in Los Angeles) war ein US-amerikanischer Banjo-Spieler und Gitarrist.

## Leben
St. Cyr begann als Kind mit einer selbstgebastelten Gitarre. 1905 trat er mit eigenem Trio auf, dann im Wechsel mit seinem  Beruf als Gipser als Banjoist und Gitarrist der Bands von Armand J. Piron, Martin Gabriel (1913–14) und in den angesehensten Brass Bands von New Orleans (Superior, Olympia Brass Band, Original Tuxedo Jazz Band). Zwischen 1917 und 1919 musizierte er auf einem selbstgebauten sechssaitigen Gitarren-Banjo zusammen mit Louis Armstrong auf Mississippi-River-Dampfern in Fate Marables Band.
1923 ging er zu King Oliver nach Chicago. 1925 bis 1927 war er regelmäßig an den Aufnahmen von Louis Armstrongs Hot Five und Hot Seven beteiligt, aber ebenso an Aufnahmen von Jelly Roll Mortons Red Hot Peppers, Freddie Keppard und anderen berühmten Musikern des Chicago-Jazz. Er spielte in den 1920er Jahren im Dreamland Orchestra von Doc Cook. 1930 kehre er nach New Orleans zurück, arbeitete als Pflasterer und spielte nur noch gelegentlich z. B. in den Gruppen von Paul Barbarin und Alphonse Picou. 1955 zog er nach Los Angeles und arbeitete wieder hauptberuflich als Musiker. 1961 bis zu seinem Tod leitete er die Young Men from New Orleans in Disneyland, in denen auch Barney Bigard spielte. Er nahm auch mit Barbarin, Lil Hardin Armstrong, Jimmy Noone, Kid Ory, Louis Nelson und Luis Russell auf.

## Lexigraphische Einträge
- Carlo Bohländer, Karl Heinz Holler, Christian Pfarr: Reclams Jazzführer. 4., durchgesehene und ergänzte Auflage. Reclam, Stuttgart 1990, ISBN 3-15-010355-X.
- Ian Carr, Digby Fairweather, Brian Priestley: Rough Guide Jazz. Der ultimative Führer zur Jazzmusik. 1700 Künstler und Bands von den Anfängen bis heute. Metzler, Stuttgart/Weimar 1999, ISBN 3-476-01584-X.
- Leonard Feather, Ira Gitler: The Biographical Encyclopedia of Jazz. Oxford University Press, New York 1999, ISBN 0-19-532000-X.